# Provincia del General Bilbao
General Bilbao es una provincia del departamento de Potosí, al suroeste de Bolivia. Se sitúa en el extremo norte del departamento y limita al norte y al este con el departamento de Cochabamba, al sur con la provincia de Charcas y al oeste con la provincia de Alonso de Ibáñez. Tiene una superficie de 640 km² (la provincia más pequeña del departamento) y una población de 10.331 habitantes. La provincia se extiende sobre 55 km de este a oeste y 60 km de norte a sur.
La capital provincial es Arampampa.
La provincia fue creada por ley de 10 de noviembre de 1938, durante la presidencia de Germán Busch Becerra, separándose de la jurisdicción de la provincia Alonso de Ibáñez.
La provincia fue bautizada así en honor a Bernardino Bilbao Rioja (1895-1983), notable político y militar boliviano, destacado en la Guerra del Chaco.

## Demografía
De acuerdo con el censo boliviano de 2024, la población de la provincia del General Bilbao es de 8 057 habitantes.
La población de la provincia ha disminuido en una quinta parte en las últimas tres décadas:
| Año  | Habitantes | Fuente |
| ---- | ---------- | ------ |
| 1992 | 10 045     | Censo  |
| 2001 | 10 623     | Censo  |
| 2012 | 10 224     | Censo  |
| 2024 | 8 057      | Censo  |

En la provincia el principal idioma es el quechua, hablado por 99%, mientras que el 1% de la población habla español . La población aumentó de 10.045 habitantes (censo de 1992) a 10.623 (censo 2001), un incremento del 5,8%. 99% de la población no tiene acceso a la electricidad, el 94% no tienen instalaciones sanitarias. 62% de la población está empleada en la agricultura, un 0,5% en la minería, el 17,5% en la industria, 20% en los servicios generales. 92% de la población son católicos, protestantes 5%.

## Municipios
La provincia cuenta con dos municipios:
- Arampampa
- Acasio